# 弗里德贝格 (巴伐利亚州)
弗里德贝格（德語：Friedberg，發音：[ˈfʁiːtˌbɛʁk] ⓘ）是德国巴伐利亚州施瓦本行政区艾夏赫-弗里德贝格县的城市，曾是弗里德贝格县的县治，面积81.25平方千米，2023年12月31日人口为30,670人。